# Federazione calcistica della Cina
La Federazione calcistica della Repubblica Popolare Cinese (nei 中国足球协会T, nei 中國足球協會S, in Zhōngguó Zúqiú XiéhuìP; in inglese: Chinese Football Association, acronimo CFA) è l'organo sportivo responsabile dell'amministrazione del calcio in Cina, quindi anche della nazionale e delle competizioni per club.
Questa organizzazione è stata fondata nel 1924 e si affiliò alla FIFA nel 1931.

## Competizioni organizzate dalla CFA
- Chinese Super League
- Coppa della Cina
- Supercoppa di Cina
- China League One
- China League Two